# Redifusió de premsa
La redifusió de premsa és la distribució que fan diaris o revistes llicenciant articles, columnes o tires còmiques a altres publicacions.